# Alphabet agencies

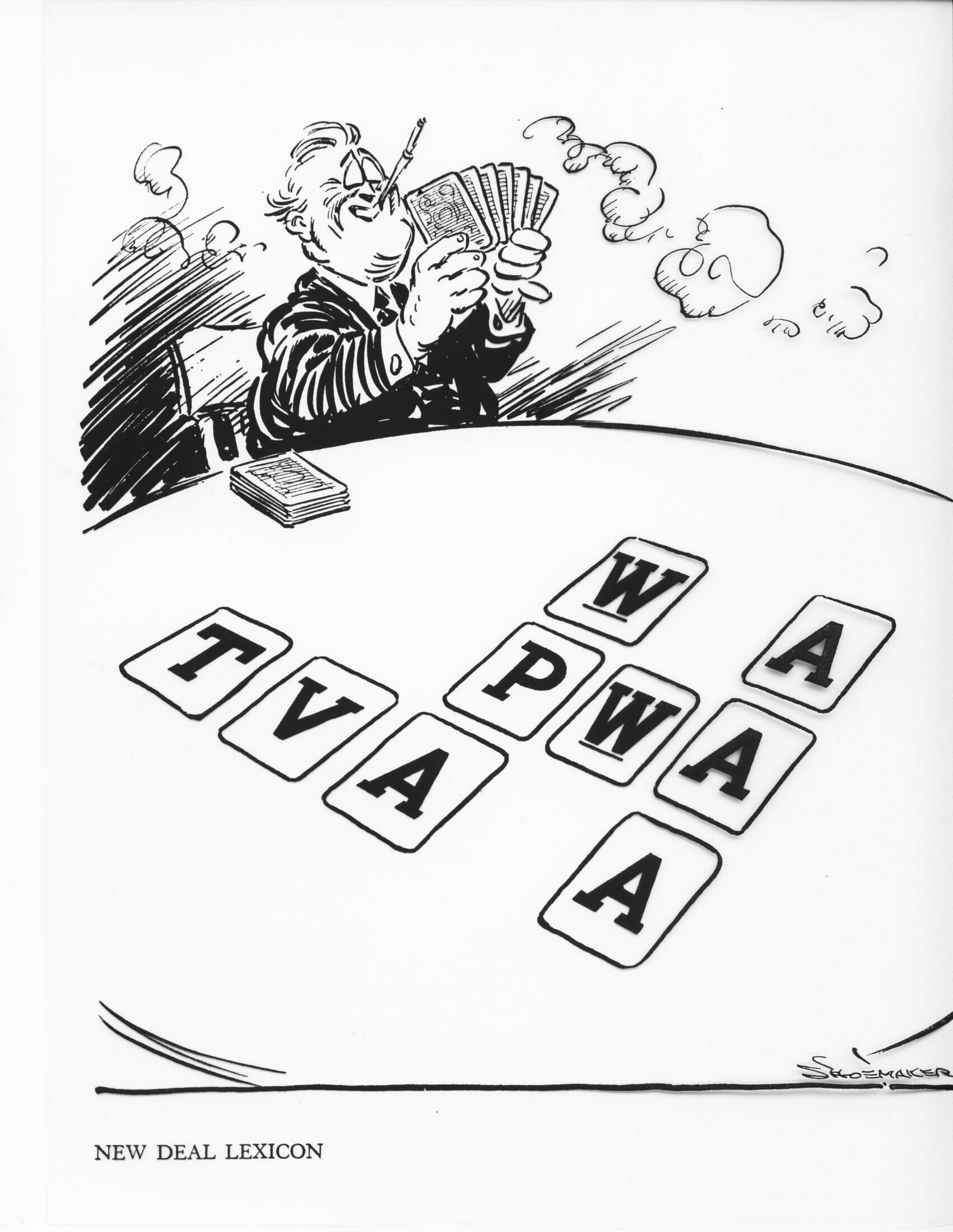
Präsident Roosevelt legt eine Ämterpatience, 1935

Als Alphabet agencies werden in den Vereinigten Staaten Ämter der Bundesregierung bezeichnet, die durch Akronyme aus drei bis fünf Buchstaben abgekürzt werden, zum Beispiel WPA = Works Progress Administration.
Im Gefolge der New-Deal-Politik des Präsidenten Franklin D. Roosevelt wurde eine große Zahl solcher Ämter aus der Taufe gehoben. Der entstehende Wirrwarr von Ämterkürzeln wurde spöttisch als alphabet soup (Buchstabensuppe) bezeichnet.

## FDR
Franklin D. Roosevelt pflegte seine Memos mit dem Kürzel FDR abzuzeichnen. Seine Mitarbeiter benutzten das Kürzel, wenn sie über ihn sprachen, und auch bei Journalisten war das griffige Drei-Buchstaben-Wort sehr beliebt, da es leichter in Schlagzeilen unterzubringen war. Franklin D. Roosevelts Namenskürzel war in gewisser Weise ein Menetekel für die Abkürzungsmanie, die sich im Gefolge des New Deal ausbreitete.
Als New Deal wird eine Serie von Wirtschafts- und Sozialreformen bezeichnet, die Franklin D. Roosevelt ab 1933 als Reaktion auf die Weltwirtschaftskrise auf den Weg brachte. Die Reformen führten zur Ausweitung der Bundesverwaltung, wodurch eine Armada von Regierungsämtern zur Unterstützung der Ziele des New Deal aus der Taufe gehoben wurde. Die umständlichen Behördennamen, die meist aus drei bis fünf Wörtern bestanden, wurden durch Akronyme (Abkürzungen aus den Anfangsbuchstaben) ersetzt.

WPA
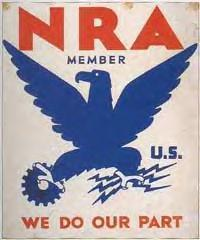
NRA
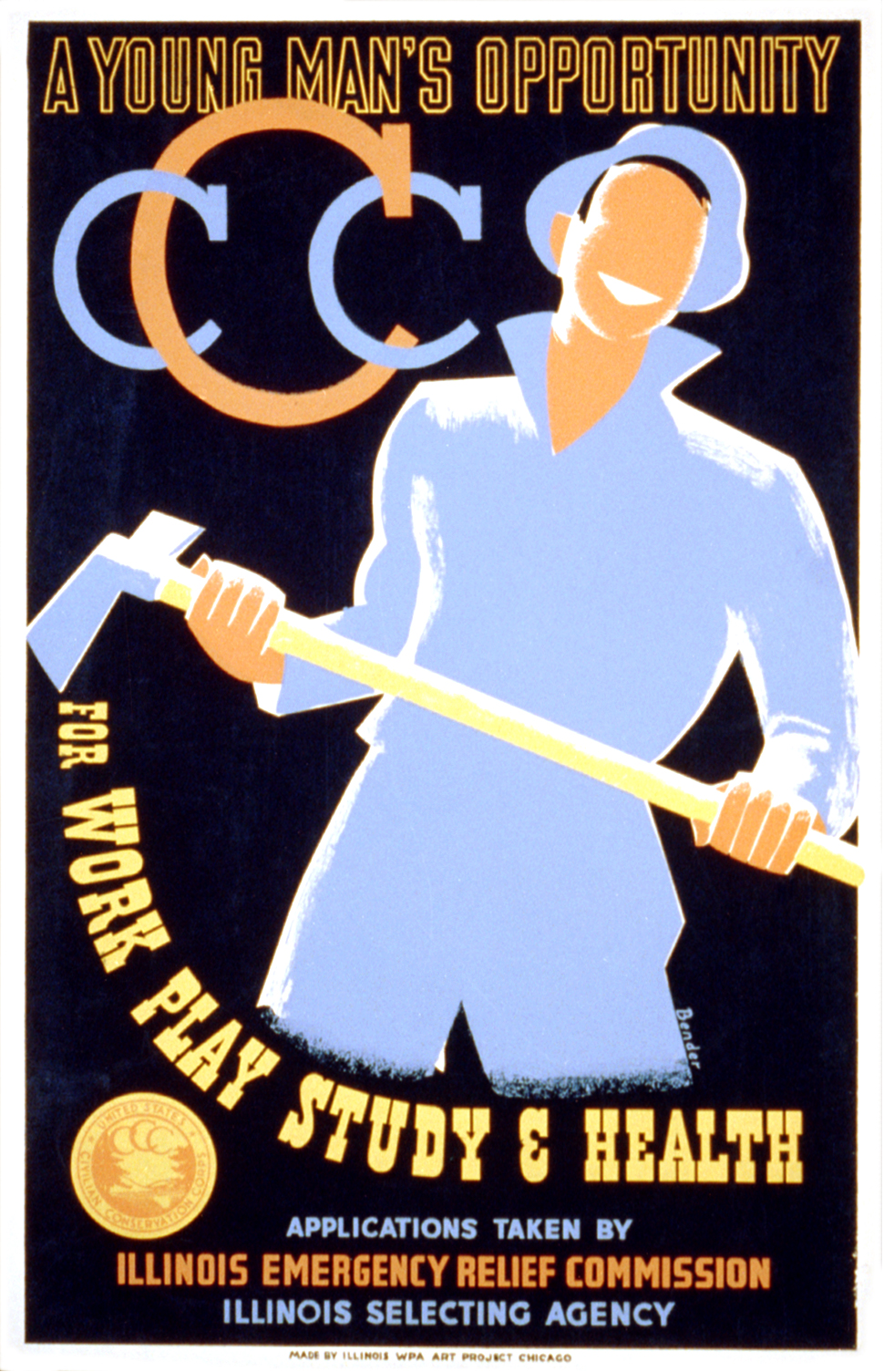
CCC
FDIC

In Roosevelts zwölfjähriger Regierungszeit wurden über 200 Regierungsämter begründet, die durch Akronyme bezeichnet wurden. Diese Ämterinflation wurde von der Öffentlichkeit mit Argwohn und Spott aufgenommen und weithin als Überregulierung empfunden. Viele der Namenskreationen muteten wie Phantasiebezeichnungen an. Niemand konnte die Fülle der Kürzel im Kopf behalten, zumal sie auch leicht miteinander verwechselt werden konnten.
Edward J. Flynn, Vorsitzender des Democratic National Committee, prägte den Begriff der „alphabetical agencies“ (alphabetische Ämter), kurz „alphabet agencies“ (Alphabetämter). Der demokratische Politiker Al Smith, der die Politik des New Deal vehement bekämpfte, warf Roosevelt vor, seine Regierung sei „in einer Schüssel von Buchstabensuppe ersoffen“ (submerged in a bowl of alphabet soup).
Der Journalist John T. Flynn, der Roosevelts Wahl zum Präsidenten unterstützt hatte, wurde zu einem heftigen Gegner des New Deal. Für Roosevelts Ämterschwemme hatte er nur Verachtung übrig:
„Roosevelt hat ein Dutzend theatralischer Projekte wie NRA, AAA, CCC, PWA und WPA ins Leben gerufen. … Viele dieser Ämter wurden niemals durch den Kongress autorisiert. Selbst der Vorsitzende des Rechnungshofs der Vereinigten Staaten … hatte von einigen dieser Ämter nie etwas gehört.“

## Beispiele
| Alphabetämter (Auswahl)[5] |                                             |
| NRA                        | National Recovery Administration            |
| AAA                        | Agricultural Adjustment Administration      |
| CCC                        | Civilian Conservation Corps                 |
| PWA                        | Public Works Administration                 |
| WPA                        | Works Progress Administration               |
| OBCCC                      | Office of Bituminous Coal Consumers Council |
| PRRA                       | Puerto Rico Reconstruction Administration   |

## Songs
Roosevelts Buchstabensuppe manifestierte sich in einer Heerschar von Alphabetämtern, so dass diese ein beliebtes Motiv für zahlreiche Cartoons wurden (siehe Titelbild). Da der New Deal auch Bestandteil des Lehrplans amerikanischer Schulen ist, haben sich eine Reihe junger Leute des Themas angenommen und es durch Rap-Songs auf Videoclips verewigt.
- Beth Crawford, Robbie Fuentes, Eric Richter und Emily Spiek alias Frankie & his New Deal Crew: „Alphabet Soup, New Deal Rap“.[6]

„… That alphabet soup was the President’s plan … So in Frankie we trust with his alphabet soup …“
- Colin, Matt, Chase and Tyler, nach R. Kellys „Ignition“: „FDR's New Deal“.[7]

„… now gimme that CCC, now gimme that AAA and pass that NRA …“
- Katie Morganne and Jason: „FDR Alphabet Soup Song“, over agencies created in the New Deal.[8]

„It all started out in 1932 when FDR represents the brothers in blue. …“
- Unbekannter Urheber: „The Great Depression/New Deal Song“.[9]

„Back in gold old 1933 we faced depression here in our country, FDR made new deals to help us out, so we could conquer unemployment and drought.“